# پایگاه هوایی ملی اسپرینگفیلد
پایگاه هوایی ملی اسپرینگفیلد (به انگلیسی: Springfield Air National Guard Base) یک فرودگاه است . این فرودگاه در کشور ایالات متحده آمریکا قرار دارد .